# Kingkey 100
Kingkey 100, voorheen bekend als de Kingkey Finance Tower, is een wolkenkrabber in Shenzhen, Volksrepubliek China. De bouw begon in 2007 en is in 2012 voltooid.

## Ontwerp
De wolkenkrabber heeft een hoogte van 441,8 meter en een vloeroppervlakte van meer dan 210.000 vierkante meter. Het bevat naast 98 bovengrondse, ook 4 ondergrondse verdiepingen. 68 verdiepingen worden als kantoor gebruikt en 22 verdiepingen worden in beslag genomen door een luxe zakenhotel.